# Ефраїм Сне
Ефраїм Сне (івр. אפרים סנה; 19 вересня 1944, Тель-Авів) — ізраїльський лікар, військовий і державний діяч, син Моше Сне. У роки служби в Армії оборони Ізраїлю — учасник операції «Ентеббе», пізніше один з перших командирів підрозділу 669, командувач зоною безпеки в Південному Лівані та начальник цивільної адміністрації Юдеї і Самарії. З 1992 року неодноразово обирався в кнесет від партії «Авода» (з червня 2005 по листопад 2006 року — голова парламентської фракції партії), очолював міністерство охорони здоров'я і міністерство транспорту Ізраїлю, двічі займав пост заступника міністра оборони.